# Rocillo (Rasines)
Rocillo es una localidad del municipio de Rasines (Cantabria, España). En el año 2008 contaba con una población de 55 habitantes (INE). La localidad está situada a 80 metros de altitud sobre el nivel del mar, y a está a una distancia de 1,5 kilómetros de la capital municipal, Rasines.
- Datos: Q6110254